# Z-Wave

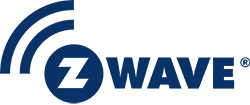
Logo protokolu Z-Wave

Z-Wave je bezdrátový komunikační protokol určený k budování inteligentních domů, tedy k ovládání domácích spotřebičů, oken, osvětlení, vytápění a podobně. Pracuje na kmitočtech v rozsahu 800–900 MHz.
První verzi protokolu vyvinula dánská společnost Zensys sídlící v Kodani v roce 1999. Kolem roku 2005 ji začaly využívat i další firmy, mj. Danfoss nebo Ingersoll-Rand a následně společně založily za účelem interoperability a reklamy sdružení Z-Wave Alliance.
V květnu 2018 byla zveřejněna závažná bezpečnostní zranitelnost protokolu nazvaná Z-Shave, která umožňovala přinutit zařízení komunikovat pomocí starší varianty zabezpečení a výchozího klíče, čímž bylo možné komunikaci triviálně odposlouchávat.